# Петра Фельке
Петра Фельке (нім. Petra Felke; нар. 30 липня 1959, Заальфельд, Німецька Демократична Республіка) — німецька легкоатлетка, що спеціалізується на метанні списа, олімпійська чемпіонка 1988 року.

## Кар'єра
| Рік                   | Змагання                       | Місто                | Місце           | Примітки        |                 |
| Представник НДР       | Представник НДР                | Представник НДР      | Представник НДР | Представник НДР | Представник НДР |
| --------------------- | ------------------------------ | -------------------- | --------------- | --------------- | --------------- |
| 1977                  | Чемпіонат Європи серед юніорів | Донецьк, СРСР        | 2               | 57.68 м         |                 |
| 1981                  | Універсіада                    | Бухарест, Румунія    | 1               | 65.20 м         |                 |
| 1982                  | Чемпіонат Європи               | Афіни, Греція        | 7               | 65.56 м         |                 |
| 1983                  | Чемпіонат світу                | Гельсінкі, Фінляндія | 9               | 62.02 м         |                 |
| 1986                  | Чемпіонат Європи               | Штутгарт, Німеччина  | 2               | 72.52 м         |                 |
| 1987                  | Чемпіонат світу                | Рим, Італія          | 2               | 71.76 м         |                 |
| 1988                  | Олімпійські ігри               | Сеул, Південна Корея | 1               | 74.68 м         |                 |
| 1990                  | Чемпіонат Європи               | Спліт, Югославія     | 3               | 66.56 м         |                 |
| Представник Німеччина |                                |                      |                 |                 |                 |
| 1991                  | Чемпіонат світу                | Токіо, Японія        | 2               | 68.68 м         |                 |
| 1992                  | Олімпійські ігри               | Барселона, Іспанія   | 7               | 59.02 м         |                 |